# حكايات قندس
حكايات بابا قندس مسلسل رسوم متحركة فرنسي وكندي وهو مقتبس عن كتاب قصص للأطفال للكاتب الفرنسي بير كاستور. أنتجت المسلسل شركة سينار وقد أذيع على شاشة التلفاز بين عامي 1993 - 1994 على قناة الأطفال الكندية وكما أذيع على شاشة القناة الثالثة الفرنسية واذيع فيما بعد على القناة الأمريكية nick jr بين عامي 1994 و1997 وأذيع أيضا على القنوات العربية تم دبلجته في استوديوهات المركز العربي للخدمة السمعية والبصرية في عمان بالأردن.

## قصة المسلسل
يقدم لنا المسلسل مجموعة من الحكايات التي كتبها بير كاستور. ويصور المسلسل بابا قندس كمثال للأب الصالح المهتم بأبنائه ولا سيما لكونه الرواي للحكايات في المسلسل، وتبدأ الحلقة بخلاف ينشب بين الاخوة الثلاثة الذين يحتكمون بدورهم لأبهم بحثا عن حل مناسب يفض النزاع وهو بدوره يحكي لهم قصة تتعلق بالموقف الذي وقعوا فيه واما ان تكون القصة أسطورة وأما أن تكون خرافة وفي نهاية المطاف يخبرهم بالعبرة من القصة ومدى ارتباطها بألافعال التي قاموا بها قبل أن يبدأ في رواية حكايته.

## الدبلجة العربية
- جمال مرعي
- هالة عودة
- سناء المفلح
- أحمد أبو سليم
- جهاد مناصرة
- حنان الشيخ
- نادر عمار

### بالاشتراك مع
- هشام حمادة
- مارغو أصلان
- بكر قباني

### أغنية الشارة
- أسماء الجراح

### التسجيل الصوتي
بلال محمد صوالحة

### مونتاج ومكساج
جميل هواري
تم التسجيل والوبلاج في استوديوهات المركز العربي للخدمات السمعية والبصرية عمان - الأردن

### الاشراف الفني
بكر قباني

### إنتاج
بسام حجازي
عدنان عواملة

## روابط خارجية
- حكايات قندس على موقع IMDb (الإنجليزية)
- حكايات قندس على موقع فيلمافينيتي (الإسبانية)
- حكايات قندس على موقع كينوبويسك (الروسية)
- حكايات قندس على موقع ألو سيني (الفرنسية)
- حكايات قندس على موقع قاعدة بيانات الفيلم (الإنجليزية)